# Clash of the Wolves
Clash of The Wolves ist ein US-amerikanischer Abenteuerfilm aus dem Jahr 1925 von Noel M. Smith mit dem Filmhund Rin Tin Tin, der hier den Schäferhund-Wolfs-Mischling Lobo spielt. Der Stummfilm wurde von Warner Bros. produziert.

## Handlung
Ein Waldbrand vertreibt ein von dem Mischling Lobo angeführtes Wolfsrudel aus den Wäldern in die Ranchgebiete am Rande der Wüste. Um zu überleben, ist das Rudel gezwungen, Vieh zu jagen, was die Rancher dazu veranlasst, ein Kopfgeld von 1000 Dollar auf Lobo auszusetzen. Der junge Erzsucher Dave Weston kommt in die Stadt. Der skrupellose Borax Horton, der sich als Chemiker ausgibt, will Dave um seinen Claim und seine Freundin May Barstowe bringen. May ist die Tochter des Ranchers Sam Barstowe, der am entschlossensten ist,
Lobo töten.

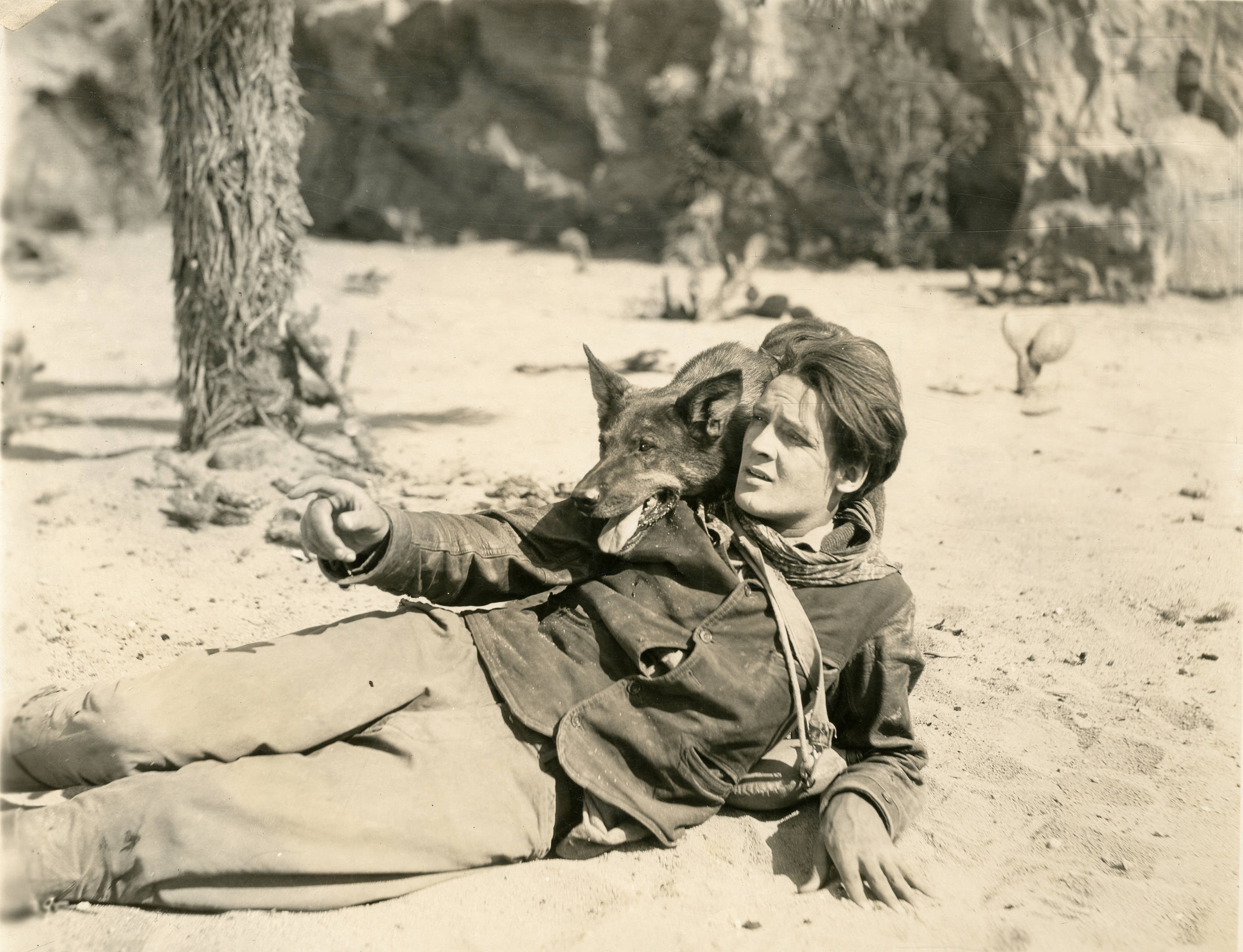
Szenenfoto: Rin Tin Tin und Charles Farrell

Das Rudel greift einen Ochsen an, und die Rancher setzen hinter ihnen her. Die Wölfe können entkommen, Lobo rettet sich mit einem Sprung über eine Schlucht. Bei der Landung verletzt er sich jedoch an einem Kaktus, einer der Dorne bleibt in seiner Pfote stecken. Unter großen Schmerzen schafft er es, das Lager seines Rudels zu erreichen. Er befürchtet, von seinem Rudel getötet zu werden und verlässt nach mehreren erfolglosen Versuchen, den Dorn zu entfernen, das Lager. Dave stößt auf Lobo und erinnert sich an die ausgesetzte Belohnung. Doch statt den Wolf zu töten, versorgt er dessen Wunde. Die beiden freunden sich an. Dave und May tarnen Lobo mit Kleidung, Schuhen und einem falschen Bart, damit er nicht als Wolf erkannt wird.
Als Horton Dave erneut angreift und ihn schwer verletzt zurücklässt, überbringt Lobo May eine Nachricht von Dave. Unterwegs entkommt er erfolgreich einer Gruppe, die ihn jagt, und lockt sie gleichzeitig zu Dave. Lobo tötet Horton und die Rancher erfahren, dass Lobo ein Freund des Menschen ist. Dave und May heiraten und Lobo lässt sich mit ihnen nieder.

## Hintergrund
Herman Raymaker sollte ursprünglich Regie führen, zur geplanten Besetzung gehörten Dolores Costello, Don Alvarado und June Marlowe. Am 14. Juni 1925 wurde bekannt gegeben, dass Noel M. Smith die Regie übernehmen werde. Am 18. Juli 1925 wurde eine mit Charles Farrell, Charles Conklin (alias Heinie Conklin) und William Walling eine neue Besetzung aufgeführt, nur June Marlowe blieb von der ursprünglichen Besetzung erhalten.
Die Dreharbeiten begannen in der Woche vom 11. Juli 1925 in den Warner-Studios von Warner Bros. in Burbank. Am 1. August 1925 wurde berichtet, dass die Filmcrew bald nach Victorville reisen würde, um Hintergrundszenen in der Wüste zu drehen. Der Abschluss der Dreharbeiten wurde am 28. August 1925 bekannt gegeben.
Viele Jahre lang war der Film nur auf 16-mm-Film erhältlich. 2003 wurde in Südafrika eine Nitratkopie im 35-mm-Format gefunden und vom American Film Institute restauriert. Die restaurierte Fassung wurde am 23. Februar 2008 beim Kansas Silent Film Festival in Topeka und am 16. April 2023 beim TCM Classic Film Festival gezeigt, das das hundertjährige Bestehen von Warner Bros. feierte.

## Veröffentlichung
Die Premiere des Films fand am 17. November 1925 in New York statt. 1928 kam er in Österreich in die Kinos.

## Kritiken
Der Filmkritiken-Aggregator Rotten Tomatoes hat in einer Auswertung von über 250 User-Kritiken ein Publikumsergebnis von 57 Prozent positiver Bewertungen ermittelt.
Mordaunt Hall schrieb in der The New York Times, Rin Tin Tin sei in diesem Film sehr interessant, aber es sei schade, dass man ihn dazu dressiert habe, zu hinken und andere Tricks zu machen. Es sei immer besser für einen Hund, sich auf natürliche Weise zu verhalten. Die Komik in diesem Film sei so schlecht, dass sie in dem Film überhaupt nichts zu suchen habe. Sie schmälere die gute Arbeit von Rin Tin Tin erheblich, der nicht viel Unterstützung von den menschlichen Spielern bekomme.
Im Magazin The Film Daily hieß es, Rin Tin Tin bewahre den Film davor, ein totaler Reinfall zu werden. Man habe ihm die armseligste Geschichte und Besetzung gegeben und eine stümperhafte Regie.

## Auszeichnungen
2004 wurde der Film in die National Film Registry aufgenommen.